# OTDR

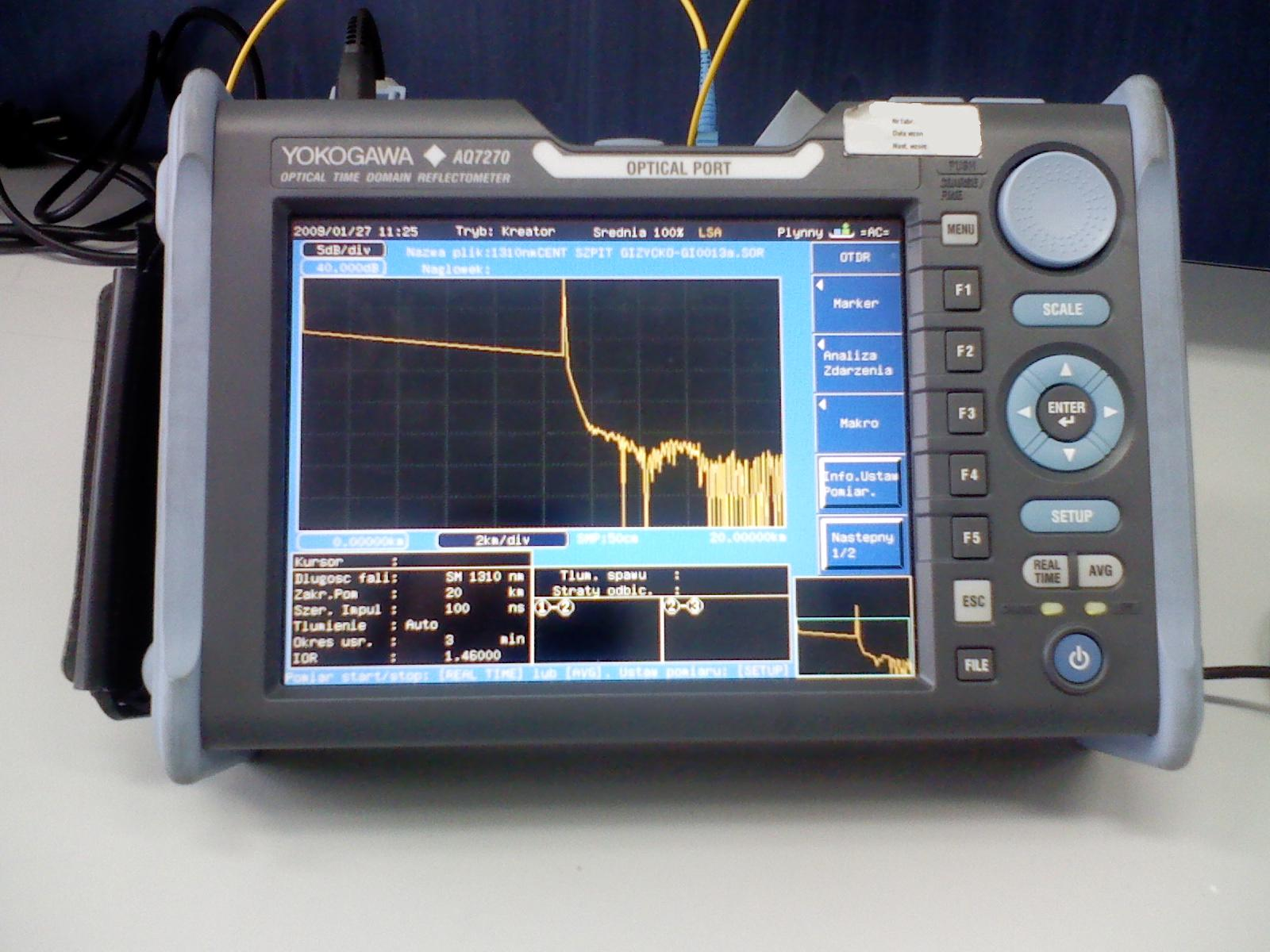
OTDR

OTDR（optical time-domain reflectometer、光時間領域反射率計）は、光ファイバの特性評価に使用される光エレクトロニクス機器である。日本語では光パルス試験器とも呼ばれる。電子時間領域反射率計の光学に相当するものである。一続きの光パルスを試験するファイバに注入し、ファイバの同端からファイバに沿った地点から散乱（レイリー後方散乱）または反射された光を抽出する。集められた散乱または反射光は、光ファイバの特性評価に使用される。これは電子時間領域メーターが試験対象のケーブルのインピーダンスの変化により引き起こされる反射を測定する方法と同等である。戻ってきたパルスの強度は、時間の関数として測定および積分され、ファイバの長さの関数としてプロットされる。